# Einkommende Zeitungen

Einkommende Zeitungen 1650, Nr. 9

Neu-einlauffende Nachricht von Kriegs- und Welt-Händeln 1660, Nr. 1

Die Einkommenden Zeitungen erschienen ab dem 1. Juli 1650 regelmäßig sechsmal in der Woche und gelten damit als die derzeit älteste bekannte Tageszeitung der Welt. Mit größter Wahrscheinlichkeit wurden sie in Leipzig vom Drucker und Buchhändler Timotheus Ritzsch (1614–1678) gedruckt, verlegt und herausgegeben.

## Geschichte der Zeitung bis 1652
Bereits seit dem 16. Jahrhundert erschienen im deutschen Sprachraum so genannte handschriftlich vertriebene oder gedruckte Newe Zeytungen, unregelmäßig publizierte Blätter zu aktuellen und vorwiegend politischen Ereignissen, oftmals durch die Herausgeber parteiisch verfasst. Der Begriff Zeitungen war im damaligen Sprachgebrauch Nachrichten gleichzusetzen. Bis in die 1630er Jahre sind diese auch in Leipzig nachweisbar, so durch Johann Albrecht Mintzel (dort zwischen 1625 und 1641 tätig) oder den Schreiber Moritz Pörner, der durch kursächsischen Beschluss sogar das alleinige Privileg erhielt, in Leipzig ab 1633 periodisch Zeitungen herstellen zu dürfen. Nachweisbar sind lediglich die Titel Einkommende Wöchentliche Zeitungen und Ordentlich Wochentliche Zeitungen, die wahrscheinlich Pörner zuzuweisen sind.
Auch Ritzsch selbst gab mit größter Wahrscheinlichkeit Newe Zeytungen heraus. Aus dem Jahr 1631 sind beispielsweise Ausgaben erhalten, die von Leipzig aus über Geschehnisse in Magdeburg berichteten. Das abschließende Kürzel LZ. kam auch später in abweichender typografischer Form in den Einkommenden Zeitungen vor.
Offiziell lag die Herstellung und Verteilung der bis dahin meist handschriftlich verfassten Zeitungen in den Händen der jeweiligen städtischen Postmeister und ihrer Schreiber, ab 1634 wurde nach Einsprüchen dieser der vervielfältigende Druck von neuesten Nachrichten durch die kursächsische Regierung zunächst verboten.
Im Verlaufe des Dreißigjährigen Krieges erlaubten die Schweden spätestens ab 1643 die Veröffentlichung gedruckter Zeitungen. Timotheus Ritzsch druckte und vertrieb schon ab April 1643 in Leipzig die unter schwedischer Kontrolle erschienene Wöchentliche Zeitung, die ab 1644 vier- bis fünfmal in der Woche erschien, aber noch keine Tageszeitung im heutigen Sinne darstellte. Diesen Sprung vollzog Ritzsch erst ab 1650, indem er sein Blatt, das er nunmehr Einkommende Zeitungen nannte, regelmäßig sechsmal in der Woche erscheinen ließ. Ein Jahr zuvor erhielt er von der zuständigen Regierung für Leipzig das alleinige Privileg, "über die gewöhnlichen wöchentlichen Ein- und Außlendischen Ordinar-Zeitungen zu drucken und zu verkauffen".
Die frühesten erhaltenen Exemplare der Einkommenden Zeitungen (Nr. 6–9, 11–13, 15–33, 41–46, 48–83 aus dem Jahr 1650) befinden sich im Original in der Königlichen Bibliothek zu Stockholm. In den erhaltenen Ausgaben der Einkommenden Zeitungen ist kein eindeutiger Drucker-, Titel- bzw. Herausgebervermerk zu erkennen, seit 1963 wird anhand bisher nicht widerlegter Indizien vermutet, dass sie mit hoher Wahrscheinlichkeit aus Leipzig stammen.
Jede Ausgabe hatte vier Seiten Umfang im Format von zirka 13,5 mal 17 cm. Die damalige Auflage dürfte nicht mehr als 200 Exemplare betragen haben.
Gesetzt waren die Einkommenden Zeitungen in Metall-Lettern, gedruckt wurden sie von Hand auf einer hölzernen Druckerpresse.

## Nachfolger derEinkommenden Zeitungen
1652 wurde Ritzschs Privileg durch den Leipziger Postmeister und zwei Zeitungsschreiber noch einmal angefochten. Es kam zu einem Vergleich, ab Juni jenes Jahres erschienen als erster Nachfolger der Einkommenden Zeitungen bis zum Ablauf des Privilegs im August 1659 unter gemeinsamer Arbeit die L. Einkommenden Ordinar- und Post-Zeitungen. Während Ritzsch wohl den redaktionellen Teil der Produktion übernahm, fungierte der Postmeister Christoph Mühlbach in einer Position, die heute am ehesten in Ansätzen mit einem Herausgeber vergleichbar ist, ohne jedoch inhaltlichen Einfluss auf die Zeitung zu haben. Die beiden beteiligten Stadtschreiber Moritz Pörner und Georg Kormat durften eine gewisse Anzahl von Zeitungsexemplaren auf eigene Rechnung vertreiben. Nach den derzeit bekannten erhaltenen Ausgaben erschienen die L. Einkommenden Ordinar- und Post-Zeitungen viermal wöchentlich. Auch in den Jahren ab 1659 gab es immer wieder Auseinandersetzungen zwischen Ritzsch und den städtischen Postmeistern bzw. Zeitungsschreibern bezüglich des Rechts, allein Zeitungen drucken zu dürfen.
Ab dem 1. Januar 1660 erschien die nun wiederum von Ritzsch allein verantwortete Neu-einlauffende Nachricht von Kriegs- und Welt-Händeln, die bis 1963 als erste weltweite Tageszeitung angesehen wurde. Ritzschs Privileg lief im Jahr 1671 endgültig aus, lange Zeit hatten die Nachfolger seines Periodikums (ab hier wieder zunächst durch das Leipziger Oberpostamt herausgegeben) quasi ein Monopol in Leipzig als einzige Tageszeitung. Ab Januar 1831 druckte der bedeutende Leipziger B. G. Teubner Verlag die Zeitung. Erst im Verlauf des 19. Jahrhunderts erschienen Konkurrenzprodukte, die schnell an Popularität und Verbreitung gewannen. Ende des Jahres 1918 erschien die letzte Ausgabe der Leipziger Zeitung, zu dem Zeitpunkt Amtsblatt des Königlichen Landgerichts und des Königlichen Amtsgerichts Leipzig sowie der Königlichen Amtshauptmannschaft Leipzig.

## Einkommende Zeitungenund Nachfolger (chronologische Übersicht)
- Einkommende Zeitungen (1650–1652)
- L. Einkommende Ordinar- und Post-Zeitungen (1652–1659)
- Neu-einlauffende Nachricht von Kriegs- und Welt-Händeln (1660–1671)
- Leipziger Post- und Ordinar-Zeitung (1672–1691)
- Historische Erzählung derer im Churf. Sächs. OberPostAmpt zu Leipzig einlauffenden Welt-Begebenheiten und anderer denkwürdiger Sachen (1692–1694)
- Leipziger Post- und Ordinarzeitungen (1695–1710)
- Leipziger Post-Zeitungen (1711–1734)
- Leipziger Zeitungen (1734–1809)
- Leipziger Zeitung (1810–1918)
- Leipziger Zeitung und Handelsblatt für Sachsen (1919–1921)

## Einkommende Zeitungenund Nachfolger (jeweils der Zeitungskopf)

Einkommende Zeitungen, Nr. 9, 1650
Neu-einlauffende Nachricht von Kriegs- und Welt-Händeln vom 1. Januar 1660
Leipziger Post- und Ordinar-Zeitung vom 4. Juli 1689
Leipziger Post-Zeitungen vom 4. Januar 1734
Leipziger Zeitungen vom 24. August 1774
Leipziger Zeitung vom 23. Februar 1814